# فریدون شوشینسکی
فریدون شوشینسکی (ترکی آذربایجانی: Firudin Shushinski; ۲۰ اکتبر ۱۹۲۵ – ۲۵ اکتبر ۱۹۹۷) دانشمند، موسیقی‌شناس و محقق موسیقی فولکلور آذربایجانی بود. وی در طول عمر خودش بیش از ۴۰۰ کتاب و مقاله به تألیف درآورد.

## زندگی‌نامه
فریدون شوشینسکی ۲۰ اوکتبر سال ۱۹۲۵، شهر شوشی جمهوری خودمختار قره‌باغ کوهستانی در آذربایجان شوروی چشم به دنیا گشود. او تاریخ شهر خود را به خوبی فراگرفته و همان اطلاعات را در کتاب خود تحت عنوان شوشا که در سال ۱۹۶۸ منتشر شد، به تفصیل انعکاس داد. پدر فریدون شوشینسکی به خاطر دوستی صمیمی اش با فریدون‌بیگ کوچرلی نام او را به پسرش نهاد.
در سال ۱۹۳۱، فریدون شوشینسکی یادگیری اصولی ویولن را در مدرسه موسیقی شوشی شروع کرد. در سال ۱۹۴۲، به دنبال آغاز جنگ جهانی دوم به صورت داوطلبانه‌ای به نیروهای مسلح شوروی پیوسته و در نبرد کورسک جنگید. مقامات شوروی از وی بایت اقدامات قهرمانانه‌اش در نبردها با اهدای مدال «برای شجاعت» و نشان پرچم سرخ تقدیر کردند.

## فعالیت علمی
با پایان یافتن جنگ، فریدون شوشینسکی به ادامه تحصیل در رشته تاریخ دانشگاه دولتی آذربایجان پرداخت. شوشینسکی پژوهش‌های فراوانی در آرشیوها و موزه‌های چندین شهر اتحاد جماهیر شوروی سوسیالیستی سابق انجام داده و با هزینه شخصی خود چندین سند مورد علاقه اش را خریداری کرد. اولین کتاب او راجع به زندگی‌نامه جبار قاریاغدی‌اوغلو، یکی از نمایندگان برجسته مکتب خانندگی آذربایجانی، بود که در سال ۱۹۶۵، به طبع رسید. او همچنین پژوهش‌هایی متوجه زندگی‌نامه و فعالیت‌های هنری صادق‌جان و سید شوشینسکی انجام داد.
بعد از ترجمه و نشر کتاب شوشا به زبان روسی، شوشینسکی متذکر شد: «روزگاری به دلیل برخورد و رفتارهای خصمانه ارامنه با من، به مدت سه سال نتوانستم به شوشی مسافرت کنم. هر وقت که مرا در خیابان‌ها می‌دیدند، به من سنگ پرانی می‌کردند. تمام درها و پنجره‌ها و نیز کابل برق تلفن خانگی ام شکسته شده بود. آن‌ها حتی سه بار مبادرت به سوءقصد ناموفق علیه من ورزیدند. در آن روزهای آذربایجانیان سکنه شهرستان «زنگی‌باسار» ارمنستان، با ارسال نامه‌ای به من از تعیین جایزه ۶ میلیون روبلی (۶ میلیون دلار) برای سر من از سوی ارمنستان خبر دادند. کتاب شوشا با واکنش شدیداللحن حزب کمونیست آذربایجان روبرو شد، که منجر به مطرح شدن اتهام «قوم‌گرایی بورژوازی» نسبت به او شد. در سال ۱۹۷۱، کتاب «موسیقی‌دانان فولکلور آذربایجانی» فریدون شوشینسکی منتشر شد، که حاوی اطلاعات ارزشمندی در حق موسیقی‌دانان ناشناخته آذربایجانی قرن ۱۸ و ۲۰ بود.
فریدون شوشینسکی ۲۵ اوکتبر سال ۱۹۹۷، در سن ۷۲ سالگی در باکو درگذشت. او به وصیت خودش در شهر بردع دفن شد.